# Rage Racer
Rage Racer (レイジレーサー Reiji Rēsā?) es un videojuego de carreras desarrollado y publicado por Namco para PlayStation. Es el tercer título de la serie Ridge Racer. Se lanzó en Japón el 3 de diciembre de 1996, con lanzamientos en los Estados Unidos y Europa en 1997. Fue el primer juego de la serie en presentar una introducción animada CGI e introdujo una nueva "mascota", Reiko Nagase.
Aunque el juego se vendió bien, con elogios de los críticos por sus gráficos y jugabilidad, recibió críticas por su mecánica de bloqueo, estilo visual relativamente monótono y escasez de pistas. En general, Rage Racer se consideró demasiado similar a sus predecesores y, como tal, su impacto fue limitado.

## Jugabilidad
Visualmente, el juego se inspira en gráficos de Rave Racer, el sucesor arcade de Ridge Racer, con un esquema de color más realista y oscuro. El juego utiliza un sistema de créditos, el primero de la serie, mediante el cual el jugador intenta ganar créditos al ganar carreras, que pueden usarse para comprar y mejorar autos.
Se pueden comprar automóviles de cuatro fabricantes, cada uno de los cuales favorece un atributo diferente (por ejemplo, manejo, aceleración, velocidad). Todos los fabricantes ofrecen un automóvil 'estándar' y un automóvil 'secreto', que está bloqueado hasta que se alcanza la clase de carrera superior. Rage Racer también ofrece un camión como vehículo desbloqueable. Todos los autos 'estándar' se pueden actualizar, en varias etapas de costo creciente.
La carrera se divide en cinco clases numeradas, denominadas 'Clase 1' hasta 'Clase 5'. El jugador tiene tres intentos para ubicarse entre los tres primeros de los eventos de cada clase, antes de avanzar a la siguiente clase. Cuando el jugador ha completado los cinco eventos de 'GP normal', se desbloquea el 'GP extra'. Esto le permite al jugador competir en las mismas clases en cursos invertidos. Además de desbloquear el Extra GP, el jugador recibe 999,999,999, p. en Normal GP: más que suficiente para comprar todos los autos y actualizarlos al Grado 5.

## Desarrollo
En una entrevista con el equipo de desarrollo de Namco, Nobuhisa Mikoda (diseñador de juegos y director de proyecto de Rage Racer) admitió que el juego estaba "algo fuera de serie y tenía como objetivo perseguir el disfrute en el control de turnos". La introducción de Rage Racer presentó a la "niña mascota" Reiko Nagase. Compuesto por Tetsukazu Nakanishi y Hiroshi Okubo, marcó el comienzo del nuevo equipo de sonido principal de Namco después de que sus exmiembros comenzaran a trabajar con otras compañías en la producción de juegos como Street Fighter EX (1996 ) y Driving Emotion Type-S (2000). El primero había trabajado previamente en Ridge Racer Revolution.
El juego se presentó en el Tokyo Game Show de agosto de 1996, momento en el que aún no se había titulado.

## Recepción
Las críticas de Rage Racer fueron positivas, aunque generalmente leves. Los críticos aprobaron ampliamente el uso de imágenes más fotorrealistas que los juegos anteriores de la serie, aunque algunos se quejaron de que eran comparativamente monótonos y sin color. Los comentarios sobre el juego variaron ampliamente, pero las críticas tendieron a centrarse en la falta de mejora con respecto a los juegos anteriores en lo que los revisores consideraron áreas clave. Por ejemplo, un crítico de Next Generation resumió: "Los juegos de 'Ridge Racer' nunca han sido deficientes en jugabilidad o gráficos, y 'Rage Racer' es el Lo mejor de todo, pero esta tercera encarnación aún carece de la profundidad y el valor de repetición que solo se puede satisfacer si finalmente se pone de rodillas y les da a los jugadores más pistas". IGN concluyó: "No es un mal juego, lo hemos visto todo antes (e incluso antes de eso)". Jeff Gerstmann de GameSpot lo criticó por no mejorar los bloqueos poco realistas vistos en entregas anteriores, aunque, no obstante, lo describió como "una secuela sobresaliente".
Next Generation volvió a revisar el juego tres meses después y dijo: ''Rage Racer tiene todos los elementos clásicos de la serie de Namco: la música techno palpitante, fragmentos de sonido cursis pero alentadores, diapositivas de poder hábiles, pero en última instancia, te deja con la incómoda sensación de déjà vu. Claro, es una buena serie, pero veamos algo nuevo la próxima vez".
Kraig Kujawa y Dean Hager de Electronic Gaming Monthly ambos describieron Rage Racer como una mejora dramática sobre el Ridge Racer original. GamePro concluyó que "una vez que superes la calma inicial del juego, tendrás mucho de qué enojarte con este nuevo y genial Racer". Revista oficial de PlayStation del Reino Unido dijo que Namco había logrado desarrollar aún más su juego y elogió la cantidad de pistas y autos, antes de concluir: "La experiencia pick-up-and-play del original permanece, solo que ahora hay más longevidad debido al incentivo para progresar en las clases y actualizarse a los autos más rápidos".
Rage Racer fue subcampeón de "Juego de carreras del año" (detrás de Diddy Kong Racing) en Editors' Choice Awards de 1997 de Electronic Gaming Monthly.